# Генк Пім
Доктор Генрі Джонатан Пім (англ. Dr. Henry Jonathan Pym), він же Генк Пім (англ. Hank Pym) — персонаж з коміксів американського видавництва Marvel Comics. Створений редактором Стеном, сценаристом Ларрі Либером і художником Джеком Кірбі. Вперше персонаж з'явився в 27-му випуску коміксу Tales to Astonish в січні 1962 року.
Генк дебютував в окремій науково-фантастичної серії коміксів, а пізніше повернувся в якості супергероя Людини-мурахи (англ. Ant-Man) зі здатністю зменшуватися до розмірів комах. Пім починає боротьбу із злочинністю разом зі своєю подругою Дженет ван Дайн, яка відомою під псевдонімом Оса, разом з якої є одним з членів-засновників команди супергероїв Месники. В різний час виступав під такими іменами: Велетень (англ. Giant-Man), Голіаф (англ. Goliath), Жовтий жакет (англ. Yellowjacket) і Оса (англ. Wasp). Також відомий як творець робота Альтрона, який став лиходієм.

## Поява поміж коміксів

### Фільм
- Роль Генка Піма у фільмі Пейтона Ріда «Людина-мураха», який є частиною кінематографічної всесвіту Marvel, виконав Майкл Дуглас[3], а Дакс Гріффін зіграв молодого Піма у флешбеці. За сюжетом фільму Генк Пім колись був агентом організації Щ.И.Т., працював з Пеггі Картер і Говардом Старком, розробив костюм Людини-мурахи під час роботи в організації. У 1987 році його партнер і дружина Джанет ван Дайн (Оса), здавалося б, пожертвувала собою, щоб зупинити ядерну боєголовку. Згодом, у 1989 році, він відмовляється дозволити Щ.И.Т. відкрити масове виробництва своїх костюмів з унікальною частинкою Піма, в результаті чого у нього виникла сварка з колегами і він подав у відставку.

В сучасний час колишній протеже Генка Даррен Крос прагне знайти спосіб відтворити формулу частинок Піма, вважаючи, що її можна продати військовим, а також різним організаціям, таким як Г.І.Д.Р.А.. Знаючи, що широке використання частинок Піма породить хаос, Генк і його дочка Гоуп вербують колишнього злодія Скотта Ленґа, щоб той вкрав технології у Кроса. Наприкінці фільму, Генк дізнається, що Скотту вдалося вижити у квантовому вимірі (місце, де, здавалось би, померла Джанет), і розуміє, що його дружина може бути ще жива. У сцені після титрів, він показує дочці новий костюм Оси, над яким він з дружиною працював вже давно, вважаючи, що Джанет хотіла, щоб Гоуп продовжила її справу.
- Майкл Дуглас повернувся до ролі Генка Піма у фільмі «Людина-мураха і Оса», Дакс Гріффін знову зіграв молодого Генка в образі Людини-мурахи у флешбеці. За сюжетом Генк намагається повернути з квантового виміру свою дружину Джанет. Але йому заважає Ейва Старр, дочка колишнього партнера, усиновлена іншим колишнім партнером Біллом Фостером. У результаті, поки Гоуп і Ленґ розбираються з ворогами, Генк сам відправляється у квантовий вимір і повертається разом із Джанет. У сцені після титрів він разом з дружиною і дочкою пропадає після "клацу" Таноса.